# 파리 증후군
파리 증후군(Paris syndrome, 일본어: パリ症候群)은 파리를 방문한 사람이 도시가 예상했던 것만큼 미학적이지 않은 것에 대해 실망하는 현상이다.
이 증후군은 급성 망상, 환각, 피해망상, 현실감 상실, 이인증, 불안, 그리고 현기증, 빈맥, 발한 및 구토와 같은 기타 정신적/신체적 증상을 나타내는 것으로 진단할 수 있다. 문화 충격의 극단적 형태로 간주된다.
이 증후군은 일본인 관광객들 사이에서 특히 주목을 받았지만 중국, 싱가포르, 한국 등 다른 아시아인 여행자나 일시적으로 거주하는 주민들에게도 영향을 끼친 사례가 보고되었다.

## 개요
이 증상은 1991년 일본의 정신과의인 오타 히로아키가 동명의 저서를 출판하면서, 알려지기 시작했다. 그 후 2004년에 프랑스에서도 보고되었다.
오늘날에는 ‘파리에 찾아와서 얼마되지 않은 와중에 생기를 잃은 얼굴로 귀국하는 일본인 여성’이 파리에서는 오히려 일종의 명물이 되었을 정도다. 이 현상은 심지어 일본, 일본인과 아무 관계 없는 소재의 글에도 등장하는 경우도 종종 있다. 또한 2000년대 이후, 중국의 해외여행객이 증가하면서 중국인 관광객 중에서도 이러한 파리 증후군을 겪는 사람이 늘고 있다고 한다.

## 증상이 나타나기 쉬운 인물상
증상이 나타난 사람의 대부분은 잘사는 가정에서 자란 20~30대의 일본인 여성이다. 이 중 대부분은 소설이나 영화 등에 의해서 만들어진 파리의 이미지에 영향을 받아, 파리에서 패션, 여행, 미디어 등의 일을 하기를 원하거나 유학, 워킹홀리데이를 위해서 프랑스로 넘어가는 경우가 많다.일불의학협회 회장인 마리오 르누에 따르면, 그 이미지는 구체적으로 거리를 패션 모델 같은 사람들이 걸어다니고 있는 것과 모두 루이비통을 몸에 달고 있는 것인데 현실의 파리와는 거리가 먼 것으로 일본내의  잡지 등의 대중 매체가 이러한 허상을 마구 부추기고 있다고 한다.

## 원인과 증상
내적인 요인으로는 맘속에 그려온 이상적인 파리와 현실의 파리와의 큰 차이 (‘그림처럼 아름다운 파리 거리’와 전혀 다른 현실의 지저분한 파리 거리 등)에 대한 당혹감을 느끼거나, 파리에서 원하던  일을 찾지 못하게 되거나, 프랑스어를 제대로 배우지 못하거나 하는 상황이 겹쳐지는 것이다. 외적인 요인으로는 또 일본의 문화에서는 ‘그 곳의 분위기’라는 표현처럼 상대방의 감정을 민감하게 살펴 생각해주는 커뮤니케이션 방식이 일상적인데 반해, 프랑스의 문화에서는 그와 반대로 자신의 주장을 명확하게 표현하는 커뮤니케이션 방식이 일상적이라 일본인들이 좀처럼 적응하기 어렵기 때문이다. 그에 따른 전형적인 증상으로는 ‘프랑스인이 자신들을 차별하고 있다’는 식의 망상이나 환각을 품거나, 현실의 파리를 받아들일수 없는 자기자신을 책망하는 증상이 나타난다.

## 미디어
- MBC TV : 신비한TV 서프라이즈

## 같이 보기
- 예루살렘 증후군
- 스탕달 증후군
- 분류:파리를 배경으로 한 작품

## 참고 문헌
- 太田 博昭. 《パリ症候群》. トラベルジャーナル (1991). ISBN 978-4895592338